# Alfredo da Silva Neves
Alfredo da Silva Neves, o simplemente Alfredo Neves (Barra Mansa, 27 de noviembre de 1887 — Barra Mansa, 24 de junio de 1975) fue un médico, periodista, profesor y político brasileño.
Hijo de Alfredo de Araújo Neves y Amália da Silva, estudió en la Facultad de Medicina de Niterói (hoy perteneciente a la Universidad Federal Fluminense), siendo aún diputado estadual entre 1923 y 1926, secretario de Estado, presidente del Consejo Administrativo del Estado de Río de Janeiro, llegando a gobernar este estado brevemente en 1939 cuando Ernâni do Amaral Peixoto era interventor federal y se licenció para actuar en la aproximación de Brasil a los Aliados y nuevamente entre el 29 de octubre al 6 de noviembre de 1945 ante el fin del Estado Novo y la salida de Amaral Peixoto del gobierno fluminense.
También fue presidente de la Asociación Brasileña de Prensa entre 1929 y 1930 y diputado federal, entre 1927 y 1930 y senador por el estado de Río en representación del Partido Social Democrático, participando en la Asamblea Constituyente de 1946, ejerciendo ese cargo hasta 1955.
Su nombre fue dado a una plaza en Taquara.